# Dibaya-Lubue
Dibaya-Lubue, ook Dibaya-Lubwe is een plaats in de Democratische Republiek Congo in de provincie Kwilu (in het territorium Idiofa). Dibaya-Lubue telde volgens de laatste census in 1984 17.577 inwoners en in 2004 naar schatting 32.000 inwoners. De algemene voertaal is het Kikongo.
De plaats ligt op de zuidelijke oever van de rivier Kasaï.